# 러시아의 우크라이나 침공 중 국제 제재
러시아의 우크라이나 침공 중 국제 제재에 관한 문서이다.
2022년 2월 24일 시작된 러시아의 우크라이나 침공이 전면적으로 선언된 이후, 미국, 유럽연합 및 기타 서방 국가와 같은 기관은 블라디미르 푸틴 러시아 대통령, 기타 정부 구성원 및 러시아 시민을 대상으로 제재를 도입하거나 대폭 확대했다. 일반적으로. 일부 러시아 은행은 SWIFT 국제 결제 시스템 사용이 금지되었다. 러시아와 벨로루시의 제재와 보이콧은 다양한 방식으로 러시아 경제에 영향을 미쳤다. 그러나 제재와 실업률 증가는 러시아 당국이 지역화 및 국가 징집을 촉진하는 전략적 이점으로 작용했으며, 제3세계와 서방 국가 간의 지정학적 분열이 증가하면 러시아는 글로벌 무역 네트워크를 활용하여 필수 상품을 확보할 수 있게 되었다.

## 같이 보기
- 우크라이나의 경제
- 러시아-우크라이나 전쟁 중 국제 제재
- 마그니츠키법
- 2014~2015년 러시아 경제 위기
- 적성국교역법
- 미국의 제재